# Touche de suppression
Cette page contient des caractères spéciaux ou non latins. S’ils s’affichent mal (▯, ?, etc.), consultez la page d’aide Unicode.
Ne doit pas être confondu avec Retour arrière.
 (novembre 2016).
Si vous disposez d'ouvrages ou d'articles de référence ou si vous connaissez des sites web de qualité traitant du thème abordé ici, merci de compléter l'article en donnant les références utiles à sa vérifiabilité et en les liant à la section « Notes et références ».

Touche suppr sur un clavier modèle M.

Sur un clavier d'ordinateur, la touche de suppression, suppr en français et delete en anglais, sert à supprimer le caractère sous le curseur, ou après le curseur si ce dernier est entre deux caractères.
Hors de la saisie de texte, cette touche sert à supprimer l'élément sélectionné.

## Position et étiquetage
Cette touche apparaît sur les claviers d'ordinateur compatible PC. Elle est en général étiquetée par l'abréviation « suppr » (« del » sur un clavier américain), parfois accompagnée par un symbole représentant une simple flèche pointant vers la droite ou du symbole Unicode U+2326 comme: erase to the right (⌦). On la trouve notée: Suppr, Delete, DEL, Del, Delete ⌦, Del ⌦, ⌦ ou encore Suppr ⌦.
Cependant, il arrive parfois que la touche correspondant à la fonction de suppression avant (suppression par la gauche) exécute la fonction de retour arrière (suppression par la droite) à la place, par exemple sur certains claviers Apple.
Dans d'autres cas, la touche Suppr ⌦ est dans sa position d'origine au portable IBM : au-dessus et à droite de la touche ⌫ Arrière. De nombreux ordinateurs portables avec un clavier de format non standard ont intégré des rangées de petites touches au-dessus de la ligne des touches de fonction destiné à d'autres usages. Dans ce cas, Suppr ⌦ est positionnée à l'extrémité droite de cette rangée de touches plus petites. Sur la série d'ordinateurs portables Apple (par exemple le MacBook et MacBook Pro), la fonction de suppression avant peut être réalisée en utilisant la combinaison: Fn + ⌫ Arrière.
La touche de suppression avant est généralement plus petite et moins bien située que la touche de retour arrière. Sur les claviers où l'espace est limité, par exemple ceux qui omettent le pavé numérique ou les claviers virtuels sur les appareils mobiles, elle est souvent inexistante.